# 鶉喩経
『鶉喩経』（じゅんゆきょう、巴: Laṭukikopama-sutta, ラトゥキコーパマ・スッタ）とは、パーリ仏典経蔵中部に収録されている第66経。『加樓烏陀夷経』（かるうだいきょう）とも。
類似の伝統漢訳経典としては、『中阿含経』（大正蔵26）の第192経「加楼烏陀夷経」がある。
釈迦が、比丘ウダーイに仏法を説く。

## 構成

### 登場人物
- 釈迦
- ウダーイ --- 比丘

### 場面設定
ある時、釈迦はアンガ国のアーパナ村に滞在していた。
そこに比丘ウダーイが訪れ、釈迦に、午後に食事を禁じる戒律に不満を持ったことを謝罪する。
釈迦は戒律によって煩悩の束縛から離れることの重要性を鳥に譬えて説き、更に五欲や九次第定などについても説く。
ウダーイは歓喜する。

## 日本語訳
- 『南伝大蔵経・経蔵・中部経典2』（第10巻） 大蔵出版
- 『パーリ仏典 中部（マッジマニカーヤ）中分五十経篇I』 片山一良訳 大蔵出版
- 『原始仏典 中部経典2』（第5巻） 中村元監修 春秋社